# Сідловий меч
Сідловий меч — кавалерійський меч (може класифікуватися як шпага) з довжиною клинка 90-100 см, як правило важив 1,5-1,7 кг, його було прийнято тримати піхвах, приєднаних до сідла. Сідловий меч зберігав типовий для мечів баланс, тим не менше прийоми застосування його в бою були не характерні для звичайного меча. До рубальної зброї сідлові мечі можна було віднести з великою натяжкою, за винятком хіба що «іспанського» варіанта сідлового меча з толедського дамаску. Вузький клинок не створював можливості для потужного рубального удару, тому даним мечем завдавали як правило колючих ударів, більш властивих шпагам.
Гарда сідлових мечів могла бути як відкритою, так і закритою, хоча більшість мала саме відкриту через можливість у такому разі протидії ударам мечам і шаблям супротивника. Незважаючи на велику конкуренцію з боку шабель та палашів, сідлові мечі (можливо, через своє розкішне декорування) продовжували використовуватися в Європі та Росії аж до кінця XVII століття.